# Hohenruppersdorf
Hohenruppersdorf là một thị trấn ở huyện Gänserndorf thuộc bang Niederösterreich nước Áo. Đô thị Hohenruppersdorf có diện tích 21,4 km², dân số năm 2001 là 936 người.